# Agonandra
Agonandra, biljni rod iz Srednje i Južne Amerike, dio je porodice Opiliaceae.
Rod je opisan 1862. Postoji deset priznatih vrsta, a tipična je A. brasiliensis, drvo iz amazonske kišne šume.

## Vrste
1. Agonandra brasiliensis Benth. & Hook.f.
2. Agonandra excelsa Griseb.
3. Agonandra fluminensis Rizzini & Occhioni
4. Agonandra goldbergiana Hiepko
5. Agonandra macrocarpa L.O.Williams
6. Agonandra obtusifolia Standl.
7. Agonandra ovatifolia Miranda
8. Agonandra peruviana Hiepko
9. Agonandra racemosa (DC.) Standl.
10. Agonandra silvatica Ducke